# Ironbound
Ironbound – szesnasty album studyjny amerykańskiej grupy muzycznej Overkill. Wydawnictwo ukazało się 29 stycznia 2010 roku nakładem wytwórni muzycznej Nuclear Blast.
Nagrania zostały zarejestrowane pomiędzy lipcem a wrześniem 2009 roku w Gear Recording Studio w Shrewsbury w New Jersey. Dodatkowe nagrania zostały zrealizowane w JRod Productions and Recording. Miksowanie wykonał Peter Tägtgren w Abyss Studio w Szwecji.
W ramach promocji do utworu „Bring Me The Night” został zrealizowany teledysk, którego reżyserii podjął się ponownie Kevin Custer. Album Ironbound dotarł do 192 miejsca listy Billboard 200 w Stanach Zjednoczonych.

## Lista utworów
Opracowano na podstawie materiału źródłowego.
1. „The Green and Black” (D.D. Verni, Bobby „Blitz” Ellsworth) – 8:12
2. „Ironbound” (D.D. Verni, Bobby „Blitz” Ellsworth) – 6:33
3. „Bring Me the Night” (D.D. Verni, Bobby „Blitz” Ellsworth) – 4:16
4. „The Goal Is Your Soul” (D.D. Verni, Bobby „Blitz” Ellsworth) – 6:41
5. „Give a Little” (D.D. Verni, Bobby „Blitz” Ellsworth) – 4:42
6. „Endless War” (D.D. Verni, Bobby „Blitz” Ellsworth) – 5:41
7. „The Head and Heart” (D.D. Verni, Bobby „Blitz” Ellsworth) – 5:11
8. „In Vain” (D.D. Verni, Bobby „Blitz” Ellsworth) – 5:13
9. „Killing for a Living” (D.D. Verni, Bobby „Blitz” Ellsworth) – 6:14
10. „The S.R.C.” (D.D. Verni, Bobby „Blitz” Ellsworth) – 5:08

## Twórcy
Opracowano na podstawie materiału źródłowego.
| - Bobby „Blitz” Ellsworth – wokal prowadzący - Derek Tailer – gitara rytmiczna, wokal wspierający - Dave Linsk – gitara prowadząca, wokal wspierający, inżynieria dźwięku - D.D. Verni – gitara basowa, wokal wspierający, inżynieria dźwięku - Ron Lipnicki – perkusja - Peter Tägtgren – miksowanie | - Jonas Kjellgren – mastering - Jon „Jonnyrod” Ciorciari – inżynieria dźwięku - Dan Korneff – edycja cyfrowa - Travis Smith – okładka, oprawa graficzna - Eddie Malluk – zdjęcia |

## Listy sprzedaży
| Lista                | Kraj              | Pozycja |
| -------------------- | ----------------- | ------- |
| Ö3 Austria Top 40    | Austria           | 61      |
| SNEP                 | Francja           | 198     |
| IFPI Greece          | Grecja            | 23      |
| Media Control Charts | Niemcy            | 31      |
| Billboard 200        | Stany Zjednoczone | 192     |
| Schweizer Hitparade  | Szwajcaria        | 77      |